# Église Pammakaristos
L’église Pammakaristos, aussi appelée église de la Theotokos Pammakaristos (en grec : Θεοτόκος ἡ Παμμακάριστος, - Très sainte mère de Dieu), est l’une des plus célèbres églises grecques orthodoxes d’Istanbul (Turquie). Transformée en mosquée en 1591 après la conquête par Mehmet II, elle prit alors le nom de mosquée Fethiye (en turc : Fethiye Camii – mosquée de la conquête). Une partie de celle-ci, le parecclesion,  sert aujourd’hui de musée. 
L’édifice est l’un des plus importants exemples de l’architecture paléologienne et le dernier édifice pré-Ottoman à avoir abrité le patriarcat œcuménique avant la conquête. De nos jours, elle contient la plus grande collection de mosaïques byzantines  d’Istanbul après Sainte-Sophie  et l’église Saint-Sauveur-in-Chora.

## Emplacement
L’église est située dans le quartier Çarșamba du district de Fatih , dans l’enceinte des murailles de Constantinople. Elle surplombe la Corne d’Or. 

## Histoire

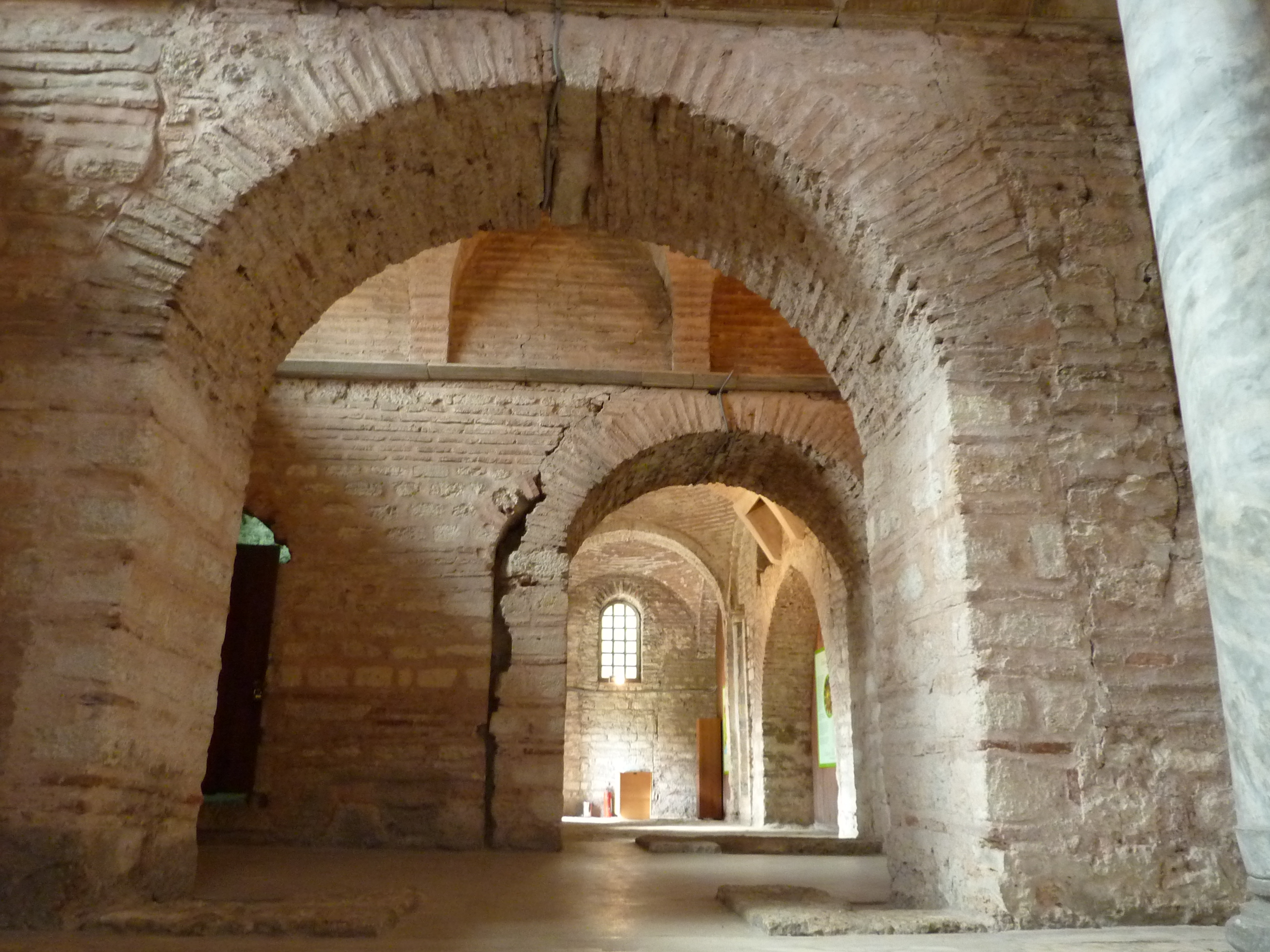
Intérieur du parecclesion.

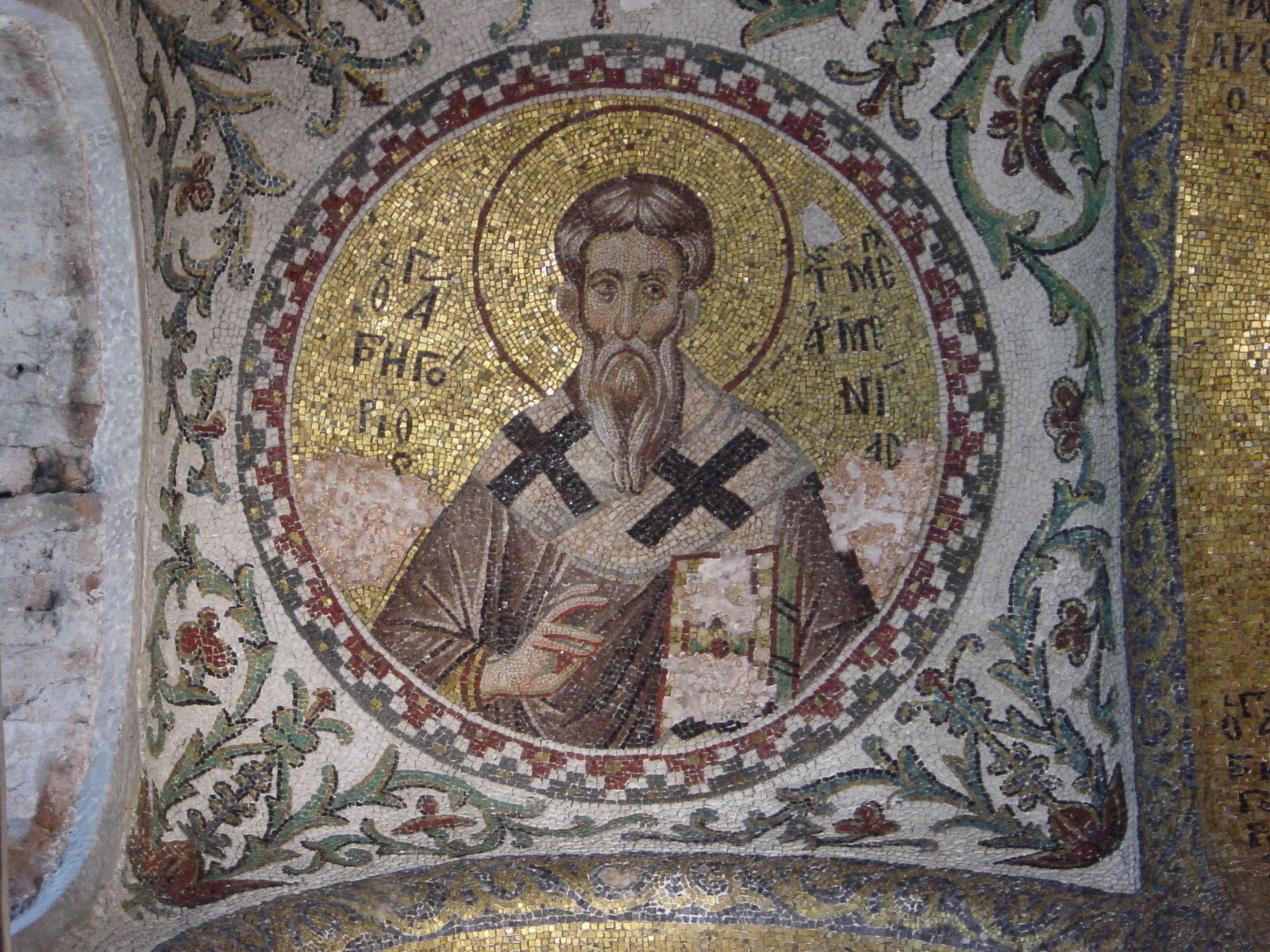
Saint Grégoire l’Illuminateur, patron de l’Église arménienne.

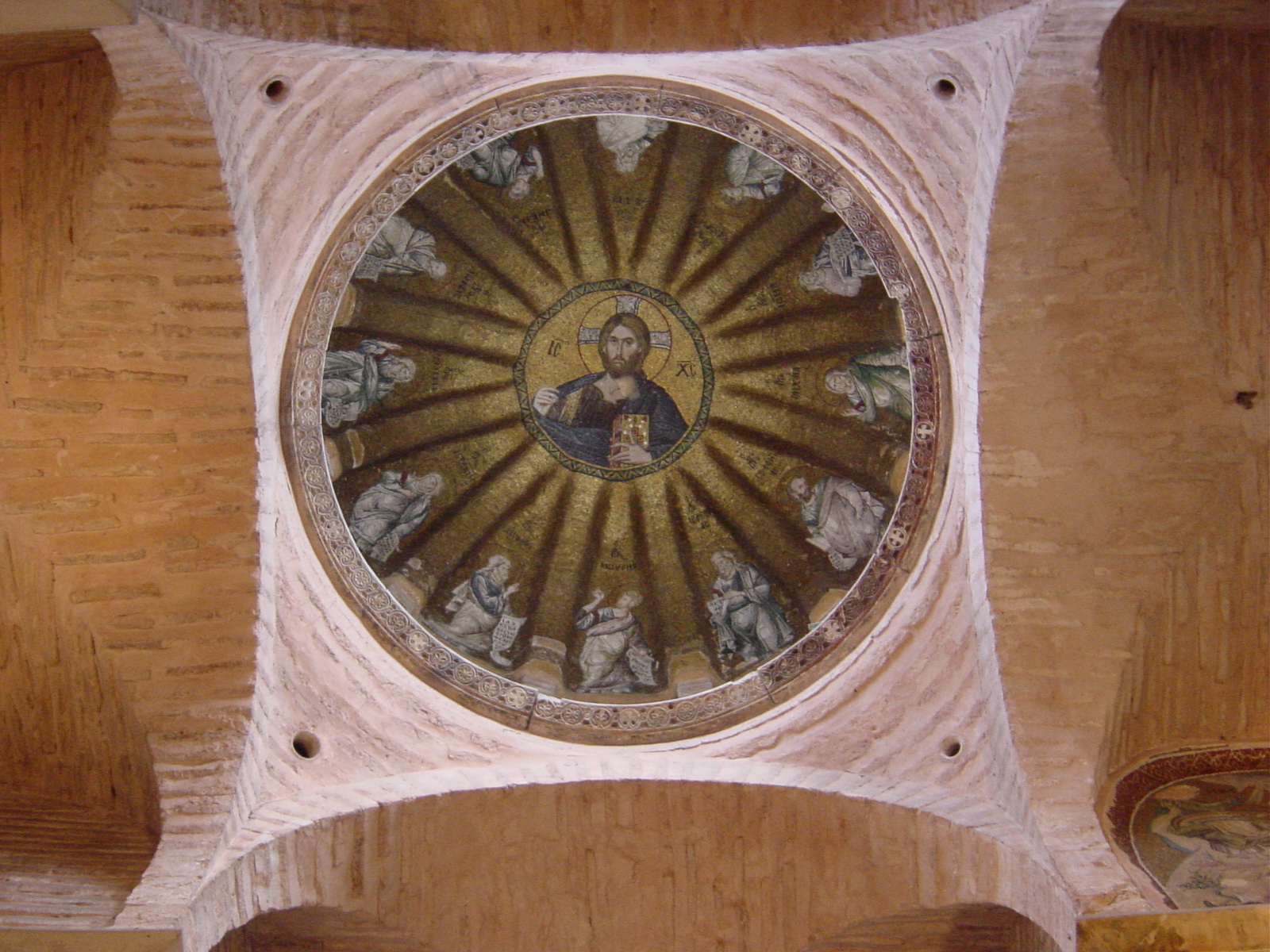
Le dôme central du parecclesion représentant le Christ Pantocrator entouré des prophètes de l’Ancien Testament.

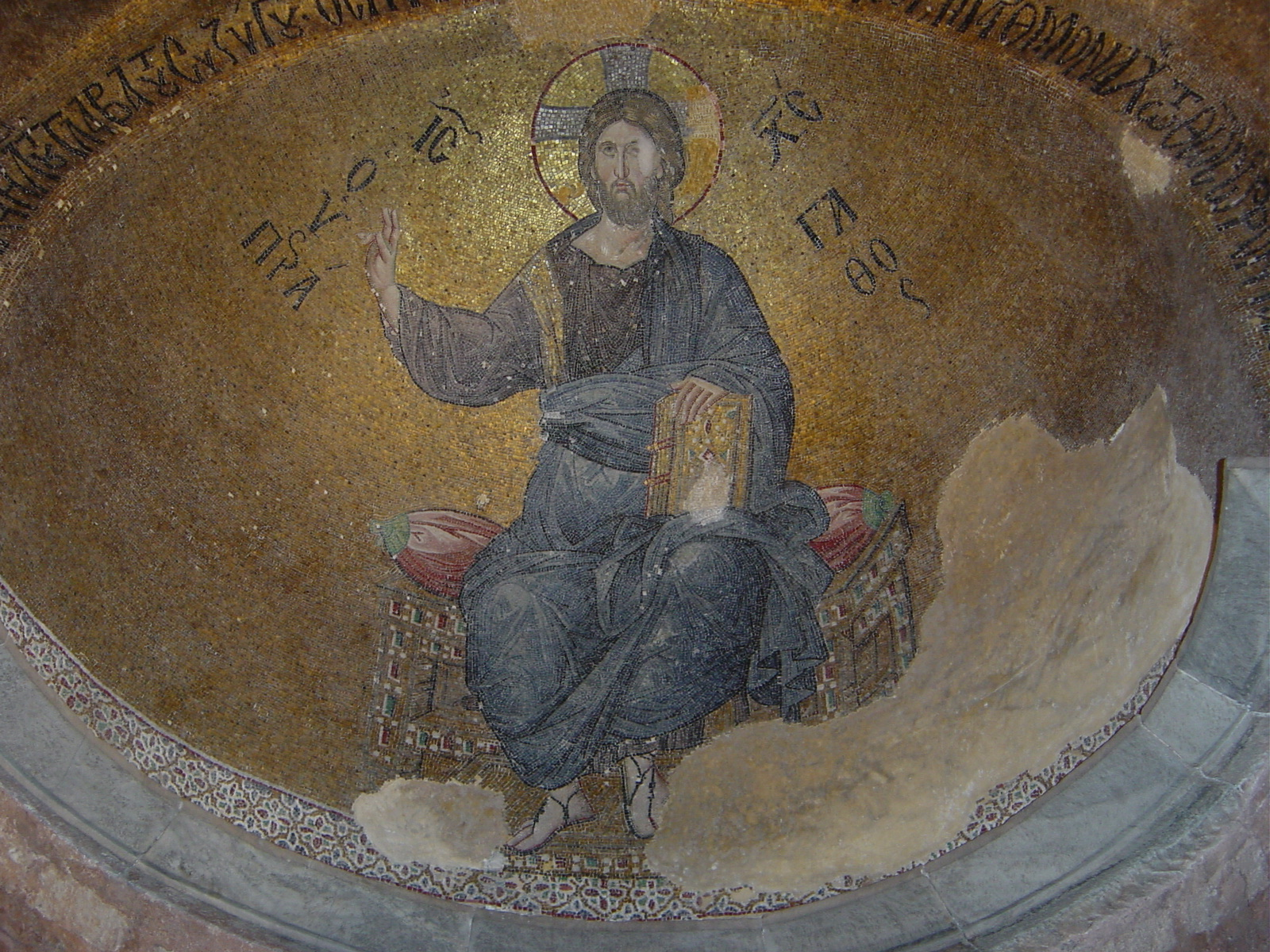
Mosaïque représentant le Christ sur fond d’or.

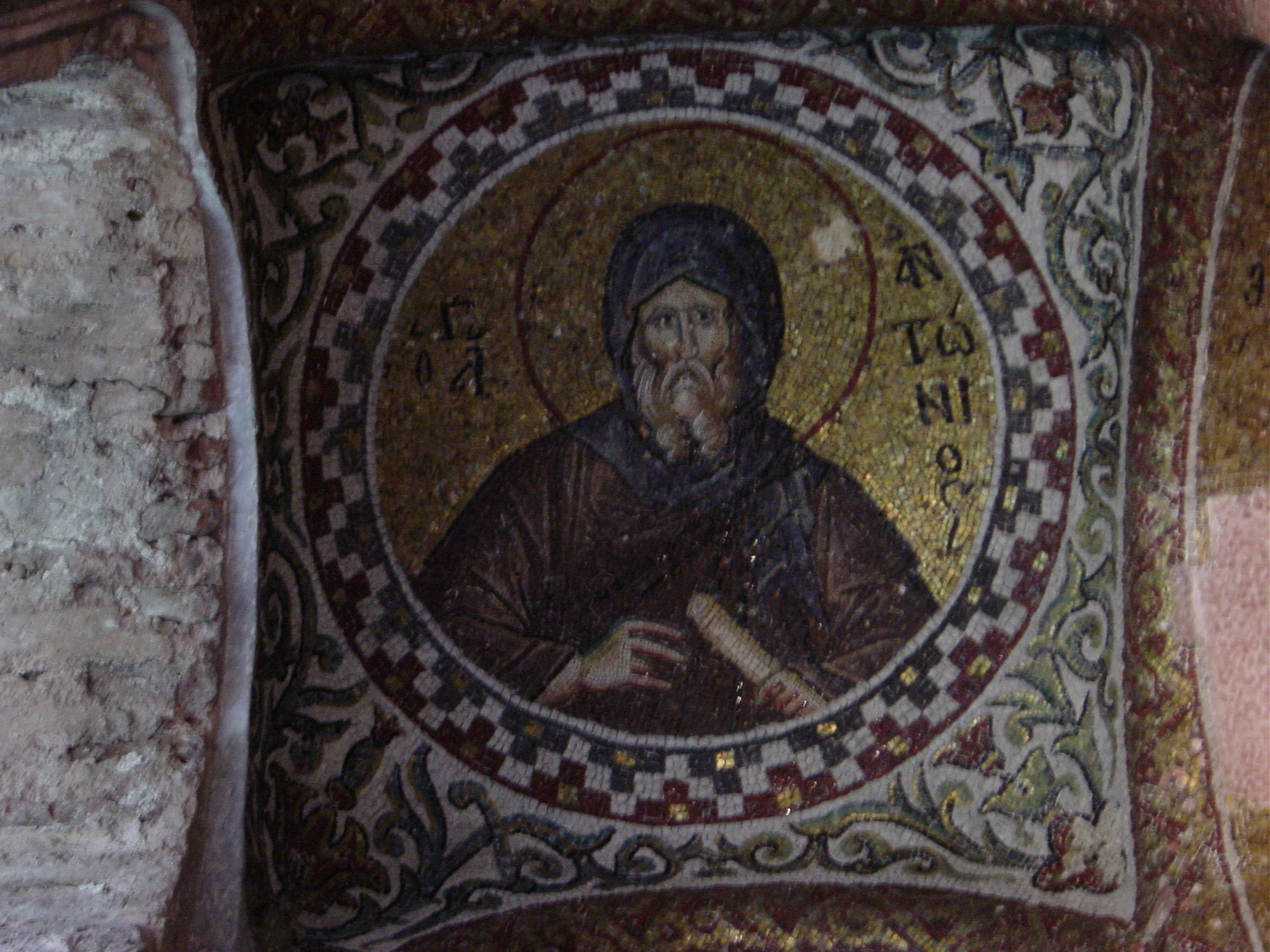
Mosaïque représentant saint Antoine.

Selon la plupart des érudits, l’église aurait été construite au XIe siècle ou au XIIe siècle. Certains historiens et archéologues en attribuent la structure originelle à Michel VII Doukas (1071-1078), d’autres croient que sa fondation daterait de la période des Comnène. Une inscription, maintenant perdue, mentionne un certain Jean Comnène et sa femme Anna . 
Une chapelle latérale (parecclesion ou parekklesion) fut ajoutée sur le côté sud de l’église au début de l’ère des Paléologue, dédiée au Verbe de Dieu (Christos ho Logos - Le terme Logos désigne dans la théologie orientale orthodoxe la seconde personne de la sainte Trinité). Ce petit sanctuaire fut érigé par Martha Glabas en mémoire de son mari décédé, le protostrator Michel Glabas Tarchaniotès (lien), général d’Andronic II Paléologue quelque peu après l’an 1310. Une élégante inscription en l’honneur du Christ, rédigée par le poète Manuel Philès court le long du parecclesion tant à l’intérieur qu’à l’extérieur. Alexis Ier et sa fille Anna y furent inhumés .
On profita de cette addition pour rénover le corps de l’église comme le montre l’étude du templon,. Après la chute de Constantinople, le siège du patriarcat œcuménique fut transféré d’abord à l’église des Saints-Apôtres, puis, en 1456, à l’église Pammakaristos où il demeura jusqu’en 1587.
En 1587, le sultan Murad III confisqua l’église qu'il transforma en mosquée à laquelle il donna le nom de Fetih (la Conquête) pour célébrer la conquête de la Géorgie et de l’Azerbaïdjan. La plupart des murs intérieurs furent alors détruits pour laisser plus de place à la salle de prière.
Négligé par la suite, l’ensemble architectural fut restauré en 1949 par le Byzantine Institute of America et par Dumbarton Oaks qui lui rendirent sa splendeur originelle. Depuis lors, l’édifice central est demeuré une mosquée, mais le paracclesion est devenu un musée.

## Architecture et décoration
L’édifice de la période comnénienne était une église dotée d’une travée principale et de deux déambulatoires ainsi que trois absides et un narthex. Tel que pratiquée pendant la période comnénienne, la maçonnerie utilisait la technique dite de la "brique en retrait" qui consiste à aligner les briques en retrait du mur et à les cimenter dans un lit de mortier que l’on peut encore voir dans l’église et dans la citerne souterraine. L’édifice original fut considérablement modifié lorsqu’il fut transformé en mosquée. Les arcades qui reliaient les collatéraux au déambulatoire furent supprimées et remplacées par une large voute permettant d’élargir la nef. Les trois absides furent également supprimées; à leur place on construisit un large dôme orienté vers l’est contrairement à l’orientation générale de l’édifice.
De l’autre côté, le parecclesion est l’un des plus beaux exemples d’édifices datant de la fin de la période byzantine de Constantinople. Son architecture est celle d’une église-à-croix-inscrite avec cinq dômes, mais les proportions des plans vertical et horizontal sont beaucoup plus grandes que la norme d’alors.
Même si le revêtement intérieur de marbre coloré a presque complètement disparu, le sanctuaire renferme encore nombre de panneaux de mosaïques lesquels, s’ils ne sont pas aussi variés et bien conservés que ceux de l’église Saint-Sauveur-in-Chora, sont une source d’information pour mieux comprendre l’art byzantin de l’époque.
Sous le dôme principal on trouve une représentation du Christ Pantocrator, de prophètes de l’Ancien Testament (Moïse, Jérémie, Sophonie, Michée, Joël, Zacharie, Abdias, Habacuc, Jonas, Malachie, Ézéchiel et Ésaïe). Dans l’abside, le Christ hyperagathos est représenté avec la Vierge Marie et Saint-Jean Baptiste. Sur le côté droit du dôme, une représentation du baptême de Jésus a survécu.